# Église Saint-Pierre de Jussey
Pour les articles homonymes, voir Église Saint-Pierre et Saint-Pierre.
L'église Saint-Pierre est une église catholique située à Jussey, en France.

## Localisation
L'église est située sur la commune de Jussey, dans le département français de la Haute-Saône.

## Historique
L'église paroissiale de Jussey a été construite sur les plans de l'architecte Nicolas Nicole entre 1749 et 1757.
Son retable de bois sculpté et doré est exécuté en 1759 par Jean Gerdolle fils, sculpteur lorrain originaire de Lamarche.

## Protection
L'édifice est inscrit au titre des monuments historiques en 1976.

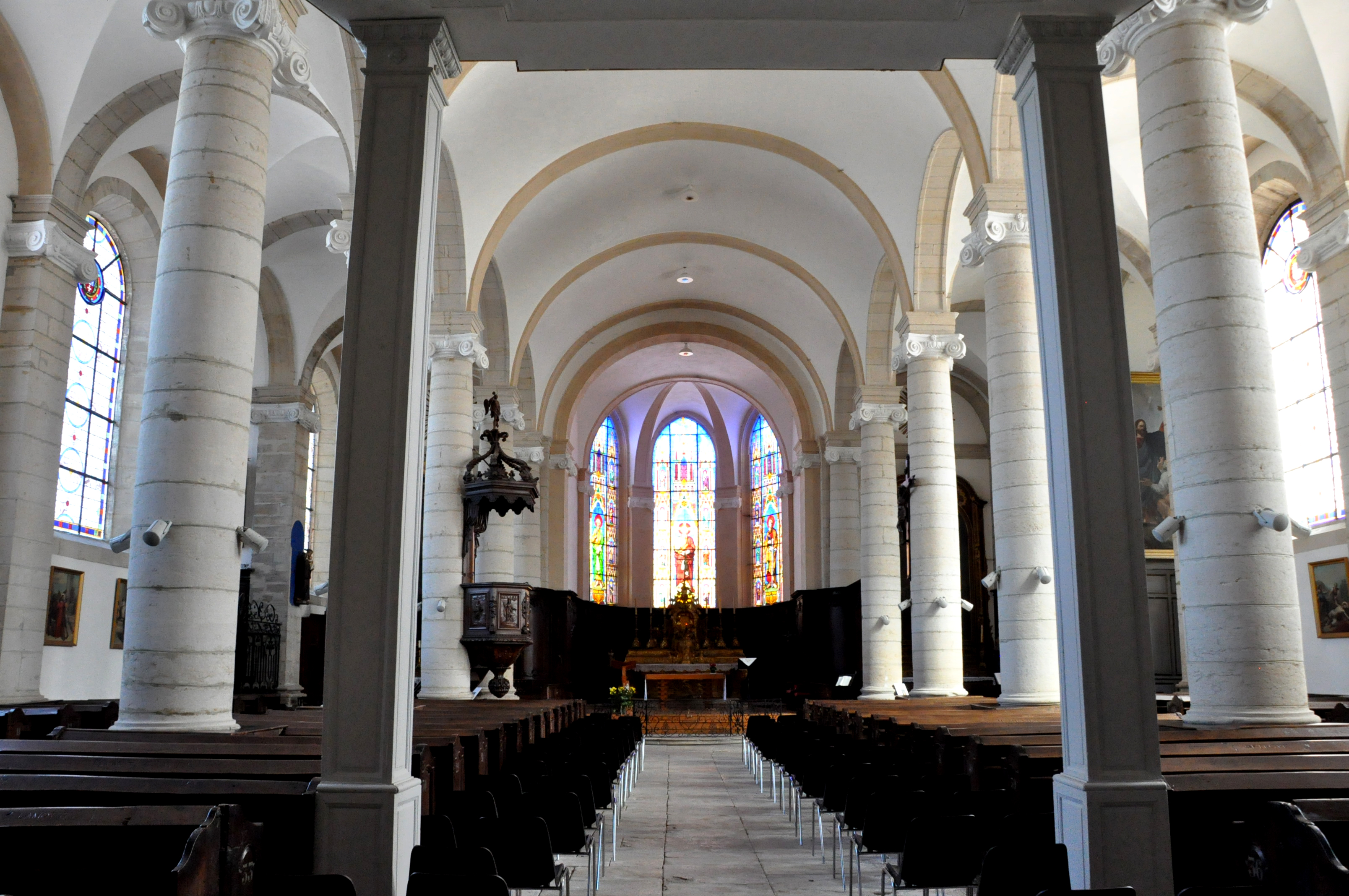
Intérieur